# Zoltán Keszthelyi
Dans le nom hongrois Keszthelyi Zoltán, le nom de famille précède le prénom, mais cet article utilise l’ordre habituel en français Zoltán Keszthelyi, où le prénom précède le nom.
Zoltán Keszthelyi (Keszthely, 1er décembre 1909 - Budapest, 10 juin 1974) est un poète et romancier hongrois.

## Biographie
Journaliste et maître d'école, il commence à publier dans les années 1930. « Sa poésie se caractérisa d'abord par une vision synthétique de l'homme et de la nature, du monde extérieur et intérieur. Son univers poétique traduit sa conception unitaire des cycles de la nature et des progrès historiques ».
On lui doit aussi des traductions en hongrois des œuvres de Shakespeare, de Walt Whitman et de Carl Sandburg.

## Œuvres
- Je le redis encore, 1958
- Mindenki énekel: müfordítások, 1959
- Visszatért évek. Tünderjáték és versek, 1960
- Válogatott versek (Poèmes choisis), 1961
- Szabadba visz az ut, roman, 1964
- Nevenincs utca, 1965
- Manchesteri közjáték, 1967
- Holnap folytatódik, 1969
- Hitet fogadtam a leírt betűknek, posthume, 1982,  (ISBN 963-15-1999-6)
- Körforgalom, posthume, 2002,  (ISBN 963-9242-73-X)

## Hommage
Un astéroïde a été nommé en son honneur : (318694) Keszthelyi.